# Collège Marracq
Pour les articles homonymes, voir Marracq.
 (mars 2024).
Si vous disposez d'ouvrages ou d'articles de référence ou si vous connaissez des sites web de qualité traitant du thème abordé ici, merci de compléter l'article en donnant les références utiles à sa vérifiabilité et en les liant à la section « Notes et références ».
 (avril 2021).
Le collège Marracq est un collège public de Bayonne, situé dans le quartier de Marracq à Bayonne. C’est un des plus grands collèges de la région Aquitaine[réf. nécessaire].

## Historique

### Le «collège de Bayonne»
Dès 1598, Bayonne possédait un collège d’enseignement secondaire, grâce au concours financier des notables de la ville.
Des conflits entre la ville et l’évêché entravèrent parfois le fonctionnement du collège. Ils portaient essentiellement sur le choix des principaux ou l’attribution de la prébende préceptoriale.
Des noms illustres honorèrent la fonction de Principal. Parmi eux, Cornelius Jansen, dit Jansenius, futur évêque d’Ypres et célèbre auteur d’Augustinus.
Le collège garda son autonomie municipale jusqu’en 1789, malgré les tentatives des Jésuites pour s’en emparer.
À la Révolution, le collège dut fermer ses portes, et pendant de nombreuses années l'enseignement secondaire à Bayonne ne fut plus distribué que par des pensionnats privés.

### 1879 - 1914
Le collège Marracq tel que nous le connaissons aujourd’hui est l’héritier du « lycée de Bayonne », fondé le 7 octobre 1879 dans les mêmes locaux que ceux connus sous l’Ancien Régime. Il est le plus ancien collège de l’Aquitaine.
Il dispense un enseignement religieux, des enseignements primaire, secondaire classique et secondaire spécial "organisé pour les élèves qui se destinent aux professions commerciales et industrielles, aux carrières administratives et aux écoles du gouvernement pour lesquelles le baccalauréat n'est pas exigé".
216 élèves, dont 71 Espagnols y sont inscrits.
Jusque dans les années trente le lycée de Bayonne connut le statut de lycée international hispano-français.

### 1914 – 1918
Pendant la Première Guerre mondiale, le lycée devient temporairement hôpital, loin du front. L’internat est supprimé, les cours sont dispensés dans l’ancienne Direction des douanes.

### 1918 – 1939
La vie reprend au lycée. Il continue d’évoluer avec le siècle, il se modernise. L’électricité est installée un peu partout dans l’établissement.

En 1926, le lycée met un point d’honneur à participer à l’œuvre de redressement du Franc Poincaré.
Cette même année éclate un incident diplomatique entre la France et l’Espagne : les sections hispano-françaises sont fermées.

### 1939 – 1945
Une nouvelle fois la guerre pèse lourd sur la vie quotidienne du lycée. Bayonne fait partie de la zone occupée par l’Allemagne Nazie. Dès 1940, des élèves volontaires rejoignent les rangs de la Résistance. En 1943, lors de l’occupation totale de la France métropolitaine (France de Vichy comprise), le lycée est réquisitionné par les troupes allemandes. Des locaux sont cédés, mais l’enseignement continue d’être assuré. Un blockhaus est édifié dans le parc du lycée. À sa place s’élève aujourd’hui le bâtiment B.

### De 1945 à nos jours
Après le départ de l’Allemagne nazie, il faut envisager d’agrandir et moderniser le lycée devenu trop petit. Pendant longtemps cependant, seules fonctionneront des classes dans des bâtiments préfabriqués, remplacés peu à peu par le bloc scientifique en 1963, puis les bâtiments A et B, qui furent détruits ou réaménagés par un plan de restructuration débuté en 2011.
À la place du bâtiment A se trouve le nouveau parking des professeurs.
Dans le bâtiment B se trouvent les appartements de fonctions et le réfectoire à la place de l’infirmerie et de 20 salles de classe.

En 1968, la réforme de 1960 de l’Éducation nationale s’applique à Marracq : le lycée de garçons et le lycée de filles fusionnent et deviennent le lycée René Cassin (originaire de Bayonne et auteur de la Déclaration universelle des droits de l'homme), situé en bas de la colline. Le lycée de Marracq devient le collège d’enseignement secondaire de Marracq.
Aujourd’hui[Quand ?], le collège Marracq dispose de terrains de basket-ball, de football, d’athlétisme, le handball, d'une salle d’acrogym, d'un gymnase, de matériel de GRS, de volley-ball, de badminton et d'un mur d'escalade.